# Адрон
Адро́ни (від дав.-гр. ἁδρός «великий; масивний») — клас елементарних частинок, до якого належать лише частинки, що беруть участь у сильних взаємодіях. Як правило, беруть участь і в інших взаємодіях — електромагнітних і слабких. Згідно з сучасною теорією (див. Квантова хромодинаміка) мезони складаються з кварків та антикварків, а баріони — із трьох кварків, тобто адрони не елементарні у первісному значенні цього слова, однак за традицією їх продовжують називати елементарними частинками.
Як і інші елементарні частинки, адрони характеризуються квантовими числами: масою, електричним зарядом, спіном, парністю тощо. Крім цього адрони характеризуються ароматовими квантовими числами: дивністю, чарівністю та красою.
Адрони — найчисленніша група елементарних частинок — їх нараховується близько 400.
За значенням спіну адрони поділяють на дві великі групи:
- Баріони мають напівцілий спін, тобто є ферміонами. Баріони характеризуються адитивним квантовим числом — баріонним зарядом {\displaystyle B}. У баріонів {\displaystyle B=1}, у антибаріонів {\displaystyle B=-1}. Баріонами є, наприклад, складові атомного ядра — протони та нейтрони.
- Мезони мають цілий спін, тобто є бозонами. Баріонний заряд у мезонів відсутній: {\displaystyle B=0}. До мезонів належать піони, каони тощо.

Розрізняють стабільні (точніше, метастабільні) адрони з середніми часом життя Т > 10−23 с і резонанси, часи життя яких Т ~ 10−24 — 10−23 с. Всі адрони, за винятком протона, є нестабільними частинками, тобто вони розпадаються на інші частинки.
Згідно з кварковою моделлю, мезони складаються з кварка та антикварка, а баріони — з трьох кварків (антибаріони, відповідно, — з трьох антикварків). Адрони, які не вписуються у цю схему, називають екзотичними.
До екзотичних адронів належать:
- глюболи,
- тетракварки,
- пентакварки тощо.

На сьогодні існування екзотичних адронів не є встановленим фактом. Ведуться інтенсивні експериментальні пошуки таких частинок. Серед теоретиків йдуть дискусії щодо екзотичності деяких відомих мезонів.